# 佐々木精一郎
佐々木 精一郎（ささき せいいちろう、1945年9月2日 - ）は、日本の男子陸上競技（長距離走・マラソン）選手。
1960年代後半から1970年代前半の戦後日本の男子マラソン第1次黄金時代に活躍したランナーで、1968年メキシコシティーオリンピックに男子マラソン日本代表として出場した。佐賀県鳥栖市出身。

## 人物・来歴

### 中学・高校時代
佐々木とマラソンの出会いは佐賀県の鳥栖市立田代中学校時代。「1年か2年の時（本人談）」に校内マラソン大会で10位に入り、市内の中学駅伝大会の代表選手になったことがきっかけだった。当時同校には陸上部がなく、バレー部顧問の教諭の指導を受けた。
高校は佐賀県立鳥栖工業高等学校に進学。陸上部に入り、全国高等学校総合体育大会陸上競技大会（インターハイ）、国体で上位入賞する他、2年・3年時に全国高等学校駅伝競走大会に出場。2年連続で"花の1区"を担当し、2年時（第13回大会）は32分50秒で区間25位、チーム総合32位にとどまったが、3年時（第14回大会）には1位と3秒差の30分03秒で区間2位となり、チーム総合10位という当時の同校最高順位に大きく貢献した。

### 実業団入り・初マラソン

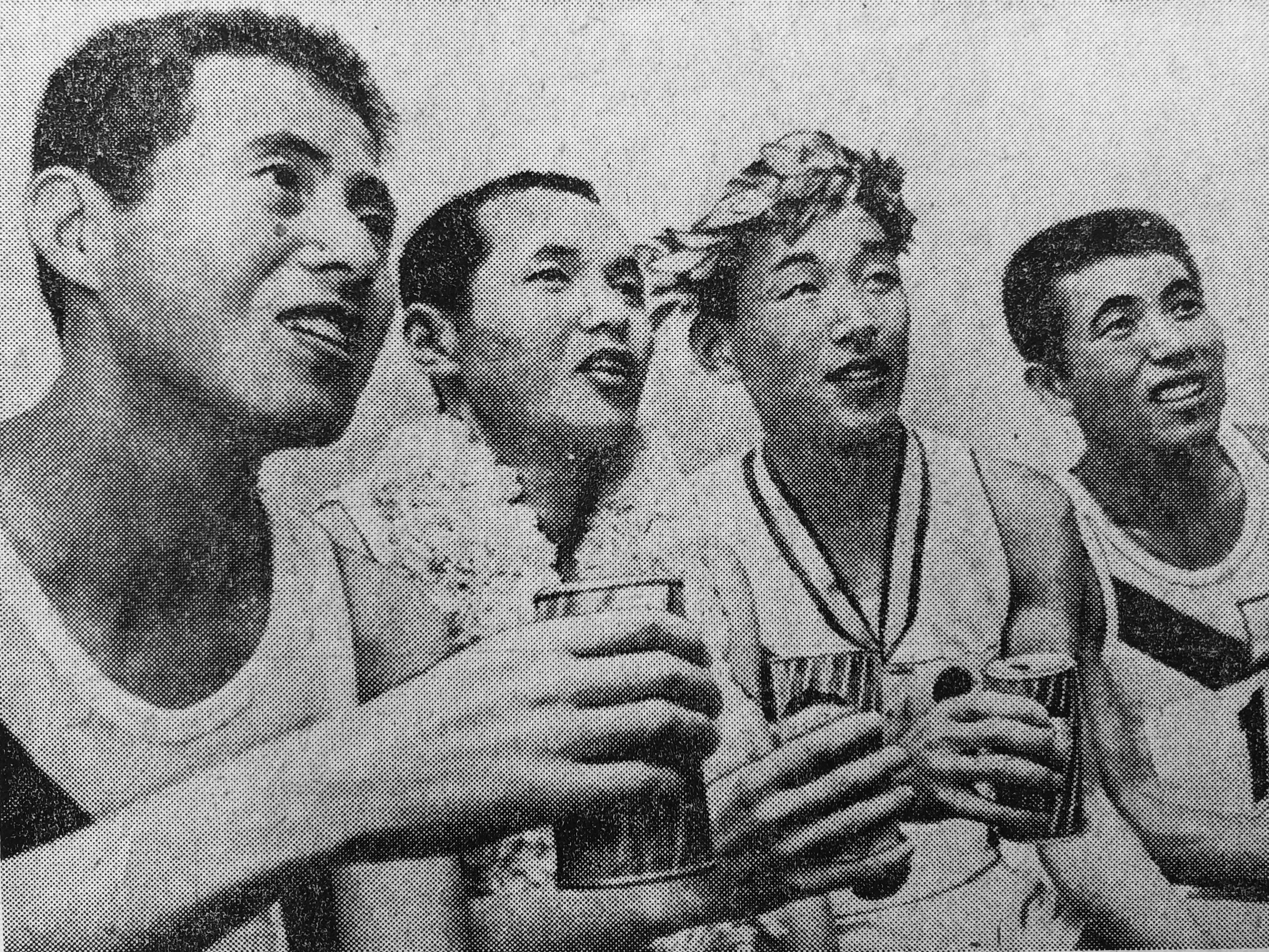
1966年4月19日に開催されたボストンマラソンで、日本選手は1位から4位までを独占した。左から岡部宏和（4位）、佐々木精一郎（2位）、君原健二（優勝）、寺沢徹（3位）。

1964年、高校を卒業後、九州電工（現・九電工）に入社。1965年の金栗記念熊日30キロロードレース
では、弱冠19歳ながらマラソン前世界記録保持者の寺沢徹を相手に熾烈な
トップ争いを展開して、寺沢から6秒遅れの2位に入賞する。
20歳でフルマラソンに初挑戦した第15回別府毎日マラソン（現・別府大分毎日マラソン）（1966年2月13日）では2時間15分32秒で4位に入賞。4位までの4選手（寺沢徹、岡部宏和、君原健二、佐々木）が2か月後のボストンマラソンの出場権を得た。
1966年4月19日正午、ボストンマラソンがスタート。参加者は415人。63年、64年大会の優勝者のベルギーのオーレル・バンデンドリッシュは飛行機に乗り遅れたため不参加となった。向かい風の中、この日本人4選手のデッドヒートとなり、レース終盤の「心臓破りの丘」を越えた残り800メートル地点で君原が抜け出し、2時間17分11秒で優勝。佐々木が2時間17分24秒で2位。寺沢・岡部が後に続き、上位4位までを日本勢が独占するという快挙を演出した。

### 日本記録樹立とメキシコ五輪出場まで
翌年の第16回別府毎日マラソン（1967年2月5日）では、2時間13分38秒で君原健二から5秒遅れの2位。12月3日に開催された第21回国際マラソン選手権（現・福岡国際マラソン）でも2位に入った。この大会では、優勝したデレク・クレイトン（オーストラリア）とともに重松森雄の持つ世界最高記録（2時間12分00秒）を更新し、当時の日本最高となる 2時間11分17秒0を記録した。クレイトンは人類初の2時間10分を切る世界新記録（2時間9分36秒4）で優勝したが、佐々木は後方集団からひとり追い上げ、28km地点でクレイトンに追いつき34kmまで並走する健闘を見せた。
続く第17回別府毎日マラソン（1968年2月4日）では 2時間13分23秒の大会新記録でマラソン初優勝を飾り、翌年のメキシコシティーオリンピック代表をほぼ手中にした。安定して好記録を出す22歳は若手のホープとしてメキシコでの活躍が期待された。

### メキシコ五輪出場から現役引退まで
若さと勢いでメキシコシティーオリンピックでの活躍が期待された佐々木であったが、五輪レース本番では30㎞から先頭集団より遅れ始め、35㎞付近で棄権するという結果に終わった。このことについて後年佐々木は、五輪代表選考をめぐるごたごたや、自らの不摂生、「優勝しなければ」というプレッシャーなど様々な理由が重なって調整不足となった、と述懐している。
これを境に佐々木のマラソン人生は転機を迎える。1970年には九州電工を退社して神戸製鋼に移籍。実業団駅伝などで選手生活を続けたが、マラソンでは五輪以前の輝きを取り戻すことなく、1978年に33歳で現役を引退した。

### 指導者として
現役引退後も神戸製鋼に残り、監督となって指導者への道を歩み始めた。さっそく1980年モスクワオリンピックの5000メートル／1万メートル代表に喜多秀喜と森口達也の2選手が選出される成果を出したが、日本が不参加を決定したことに伴い、教え子の五輪出場は幻に終わる。。
1992年には、新たに発足した天満屋（岡山市）女子陸上部の監督になり、女子マラソンの指導という新天地へ向かう。その後総監督となり、1995年世界陸上競技選手権大会マラソン代表の小松ゆかりや2000年シドニーオリンピックマラソン代表の山口衛里などを育てた。更に同社に市民参加のクラブチームを開設し、市民ランナーのマラソン挑戦をサポートすることにも取り組んだ。
また、自社の指導のみならず、日本陸連強化本部の女子長距離・マラソン部長も務め、横浜国際女子駅伝や、国際千葉駅伝など数々の大会で日本女子チームの監督を務めた。
2000年4月はサニックス陸上部副監督に就任。同部が廃部となった後は指導者の一線から身を引き、2007年には大分県九重町の飯田高原に妻と2人で移住した。ここは佐々木が現役時代の1966年6月に「朝日国際マラソン（現・福岡国際マラソン）強化合宿」で、日本陸上競技連盟総監督の金栗四三の指導を受けた地でもある。

## 主なマラソン成績
- 自己最高記録…2時間11分17秒（1967年12月）

| 年月日     | 大会名                         | タイム    | 順位     | 備考                       |
| ---------- | ------------------------------ | --------- | -------- | -------------------------- |
| 1966.2.13  | 別府毎日マラソン（別大毎日）   | 2：15：32 | 4位      | 初マラソン                 |
| 1966.4.19  | ボストンマラソン               | 2：17：24 | 2位      | 君原健二から13秒遅れの2位  |
| 1967.2.5   | 別府毎日マラソン（別大毎日）   | 2：13：38 | 2位      | 君原健二から5秒遅れの2位   |
| 1967.12.3  | 国際マラソン選手権（福岡国際） | 2：11：17 | 2位      | 世界記録更新、日本最高記録 |
| 1968.2.4   | 別府毎日マラソン（別大毎日）   | 2：13：23 | 優勝     | 大会新記録                 |
| 1968.10.20 | メキシコシティーオリンピック   | なし      | 途中棄権 | 35kmで途中棄権             |
| 1971.2.7   | 別府毎日マラソン（別大毎日）   | 2：18：05 |          |                            |
| 1972.12    | 防府読売マラソン               | 2：20：47 | 優勝     |                            |

上記のほか、鹿島祐徳ロードレース大会（当時は20kmレース）で第16回大会（1967年）から3連覇している。